# Прыжки в воду на летних Олимпийских играх 1924
Соревнования по прыжкам в воду на летних Олимпийских играх 1924 года проводились среди мужчин и женщин.

## Общий медальный зачёт
| Место | Страна         | Золото | Серебро | Бронза | Всего |
| ----- | -------------- | ------ | ------- | ------ | ----- |
| 1     | США            | 4      | 4       | 3      | 11    |
| 2     | Австралия      | 1      | 0       | 0      | 1     |
| 3     | Швеция         | 0      | 1       | 1      | 2     |
| 4     | Великобритания | 0      | 0       | 1      | 1     |
|       |                |        |         |        |       |
| Всего | Всего          | 5      | 5       | 5      | 15    |

## Медалисты

### Мужчины
| Дисциплина             | Золото               | Серебро             | Бронза                       |
| ---------------------- | -------------------- | ------------------- | ---------------------------- |
| Трамплин 3 м           | Альберт Уайт США     | Пит Десджардинс США | Кларенс Пинкстон США         |
| Вышка                  | Альберт Уайт США     | Дэйв Фолл США       | Кларенс Пинкстон США         |
| Простые прыжки с вышки | Ричмонд Ив Австралия | Юхан Янссон Швеция  | Харольд Кларк Великобритания |

### Женщины
| Дисциплина   | Золото             | Серебро            | Бронза               |
| ------------ | ------------------ | ------------------ | -------------------- |
| Трамплин 3 м | Элизабет Бекер США | Эйлин Риджин США   | Кэролайн Флетчер США |
| Вышка        | Кэролайн Смит США  | Элизабет Бекер США | Йёрдис Тёпель Швеция |